# Товстий Ліс
Товстий Ліс — колишнє село в Україні, в Іванківському районі Київської області. До 1986 року підпорядковувалося Чорнобильському району Київської області (за 32 км від колишнього райцентру м. Чорнобиль).

## Історія
Село мало велику історію і згадується в документах з 1427 року (грамота великого князя Вітовта про подарунок села Миколаївському монастирю).
|  | Лукаш Сапіга, королівський дворянин, і його дружина Софія заснували монастир Домініканців у Чорнобилі, на який це право Сапіга отримав одночасно з Товстим Лісом феодальним правом у 1595 році. |

1886 року тут мешкало 912 православних, 5 католиків та 62 євреї.
У роки німецько-радянської війни було значним центром партизанського руху.

У Товстому Лісі знаходилася Свято-Воскресенська церква — унікальна пам'ятка архітектури періоду козацького бароко, побудована цілком із дерева без жодного цвяха, і освячена в 1760 році. В 1996 році церква повністю згоріла.
На початку 70-х років у селі проживало 880 чоловік. У селі були середня школа, фельдшерсько-акушерський пункт, будинок культури, залізнична станція (зупинний пункт Красниця). На межі 1970-80-х рр. у селі проживало близько 900 мешканців.
Напередодні аварії у селі проживало 626 осіб та було 293 двори. Село було центром сільської ради, сільській раді підпорядковувалися села Буда та Красне.
У травні 1986 року мешканці Товстого Лісу відселені до сіл Гавронщина та Плахтянка Макарівського району Київської області, через значне радіоактивне зараження внаслідок аварії на ЧАЕС. У 1999 році село виключено з обліку через відсутність мешканців.
Після Чорнобильської катастрофи село увійшло до 10-кілометрової зони відчуження.
Територія села згоріла під час лісових пожеж у 1996 році.
Частина території села згоріла під час лісових пожеж у 2020 році.
З кінця лютого до 1 квітня 2022 року село було окуповане російськими військами.